# Heather Brown
Heather Brown (* 30. Dezember 1975 in Baltimore, Maryland) ist eine US-amerikanische Schauspielerin und Sängerin in der Band Esquimaux.

## Leben
Heather Brown spielte seit 1994 in mehreren kleineren Schauspielrollen mit, darunter der mehrfach ausgezeichnete Kurzfilm In God We Trust (2000) von Jason Reitman und als Dainty Girl in Not Another Teen Movie (2001).
Dazu ist sie Folk-Sängerin und neben Graham Dodge sowie James Sajor Mitglied der 2004 gegründeten Band Esquimaux, die insgesamt vier Alben im Genre Folk komponiert hat. In dieser Funktion arbeitete sie bei Auftritten mit zahlreichen anderen Interpreten zusammen, unter anderem mit Beck, Jack Johnson, Liz Phair, Jason Mraz und Sheryl Crow.

## Filmografie
- 1993–1996: Das Mädchen aus der Stadt (Road to Avonlea, Fernsehserie, 24 Folgen)
- 1994: Homicide (Fernsehserie, eine Folge)
- 1994: Darkest Soul
- 2000: In God We Trust (Kurzfilm)
- 2001: Gulp (Kurzfilm)
- 2001: Nicht noch ein Teenie-Film! (Not Another Teen Movie)
- 2002: Coming Clean (Kurzfilm)